# Хидрографски кораб
Хидрографски кораб е плавателен съд (кораб), предназначен да изпълнява морски, речни и езерни проучвателни и лоцмайсторски работи. Водоизместимостта на хидрографския съд съставлява 1,5 – 2 хиляди тона и зависи от целите и района на работа. Ако е необходимо да се изпълняват работи в плитководие, се използват катерите, които има корабът.

## Класификация
Хидрографските съдове се делят на проучвателни и лоцмайсторски.

### Проучвателен хидрографски кораб
Проучвателният хидрографски кораб е предназначен за изследване на релефа на дъното, също така на теченията и др., за провеждане на картографско и радиолокационно заснемане на бреговете. В състава на оборудването му влизат ехолоти, хидролокатори, апаратура, с помощта на която може да се определят географските координати, да се провежда обработка на водни проби, проби от грунта и др.

### Лоцмайсторски хидрографски кораб
С помощта на лоцмайсторския хидрографски кораб се поставят и обслужват бреговите и плаващите средства на навигационното оборудване (морски фарове, радиофарове, светещи знаци, радиолокационни отражатели, шамандури и др.) В своята работа лоцмайсторския хидрографски кораб използва устройства за спускане, качване и контрол на средствата на навигационното оборудване, презареждане на източниците на захранване, площадка за вертолет, помещения за бутилки със сгъстени газове и др.